# Caposaldo
Il  caposaldo è un appostamento militare e costituisce un centro di resistenza.
È detto dai francesi punto d'appoggio. È di massima in grado di esercitare azione in varie direzioni, è dotato naturalmente o ad arte, di resistenza ad oltranza anche se circondato, o di reazione rispetto agli elementi vicini dello stesso sistema. Secondo la sua importanza e il suo compito, può essere tenuto da forza variabile, fra quello di un plotone o di una compagnia. Comprende i posti di combattimento tenuti da reparti inferiori al plotone.
Il concetto a cui si ispira il caposaldo risponde a quello del frazionamento dei mezzi sul terreno, per sottrarsi al tiro nemico. Questi mezzi debbono essere disposti e sistemati in modo che costituiscano un'organizzazione armonica, rispondente ad un determinato scopo tattico.